# Adhaerentiinae
Adhaerentiinae es una subfamilia de foraminíferos bentónicos de la familia Placopsilinidae, de la superfamilia Lituoloidea, del suborden Lituolina y del orden Lituolida. Su rango cronoestratigráfico abarca el Daniense (Paleoceno inferior).

## Discusión
Clasificaciones previas incluían Adhaerentiinae en el suborden Textulariina, en el orden Textulariida, o en el orden Lituolida sin diferenciar el suborden Lituolina.

## Clasificación
Adhaerentiinae incluye al siguiente género:
- Adhaerentia †